# Rajon Boryspil
Der Rajon Boryspil (ukrainisch Бориспільський район/Boryspilskyj rajon; russisch Бориспольский район/Borispolski rajon) ist eine Verwaltungseinheit innerhalb der Oblast Kiew im Zentrum der Ukraine. Zentrum und Teil des Rajons ist die Stadt Boryspil.

## Geschichte
Der Rajon wurde am 7. März 1923 gegründet, seit 1991 ist er Teil der heutigen Ukraine. Am 17. Juli 2020 kam es im Zuge einer großen Rajonsreform zur Auflösung des alten Rajons und einer Neugründung unter Vergrößerung des Rajonsgebietes um die Rajone Jahotyn und Perejaslaw-Chmelnyzkyj sowie der bis dahin unter Oblastverwaltung stehenden Städte Boryspil und Perejaslaw.

Rajon Boryspil bis Juli 2020
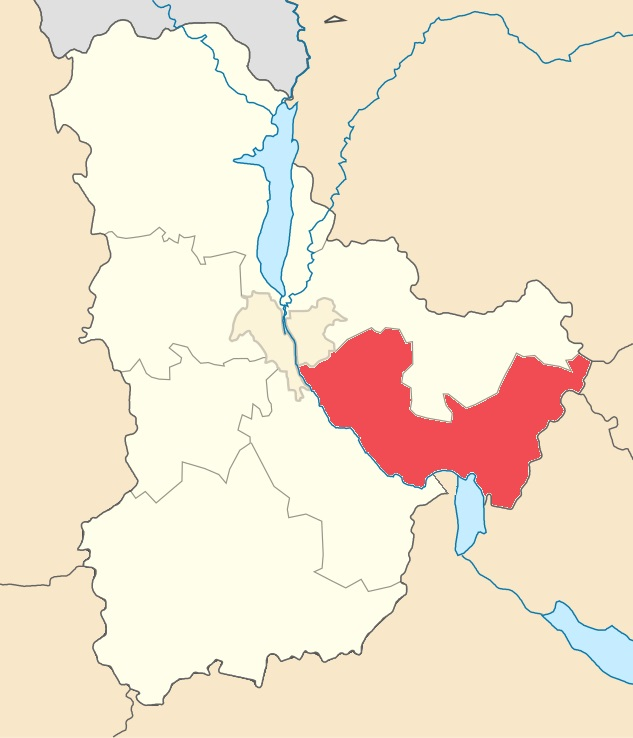
Rajonsgebiet ab Juli 2020

## Geographie
Der Rajon liegt im Osten der Oblast Kiew und grenzt im Norden an den Rajon Browary, im Nordosten an den Rajon Pryluky (in der Oblast Tschernihiw gelegen), im Osten an den Rajon Lubny (in der Oblast Poltawa gelegen), im Südosten an den Rajon Solotonoscha (in der Oblast Tscherkassy gelegen), im Süden an den Rajon Tscherkassy, im Südwesten und Westen an den Rajon Obuchiw sowie im Nordwesten an die Stadt Kiew.
Bis Juli 2020 lag er Rajon im östlichen Zentrum der Oblast Kiew. Er grenzte im Norden an den Rajon Browary, im Osten an den Rajon Baryschiwka und den Rajon Perejaslaw-Chmelnyzkyj, im Süden an den Rajon Myroniwka und den Rajon Kaharlyk, im Westen an den Rajon Obuchiw und im Nordwesten an die Hauptstadt Kiew.

## Administrative Gliederung
Auf kommunaler Ebene ist der Rajon in 11 Hromadas (3 Stadtgemeinden und 8 Landgemeinden) unterteilt, denen jeweils einzelne Ortschaften untergeordnet sind.
Zum Verwaltungsgebiet gehören:
- 3 Städte
- 135 Dörfer
- 2 Ansiedlungen

Die Hromadas sind im Einzelnen:
- Stadtgemeinde Boryspil
- Stadtgemeinde Jahotyn
- Stadtgemeinde Perejaslaw
- Landgemeinde Diwytschky
- Landgemeinde Hora
- Landgemeinde Prystolytschna
- Landgemeinde Solotsche
- Landgemeinde Studenyky
- Landgemeinde Taschan
- Landgemeinde Woronkiw
- Landgemeinde Zybli

Bis Juli 2020 war er auf kommunaler Ebene administrativ in 20 Landratsgemeinden unterteilt, denen jeweils einzelne Ortschaften untergeordnet waren.

### Dörfer
| Dörfer                              | Dörfer                       | Dörfer                                                      | Dörfer               |
| Name                                | Name                         | Name                                                        | Gemeindezuordnung    |
| ukrainisch transkribiert            | ukrainisch                   | russisch                                                    | Gemeindezuordnung    |
| ----------------------------------- | ---------------------------- | ----------------------------------------------------------- | -------------------- |
| Andrijiwka                          | Андріївка                    | Андреевка (Andrejewka)                                      | Senkiwka             |
| Artemiwka                           | Артемівка                    | Артёмовка (Artjomowka)                                      | Kutschakiw           |
| Besuhliwka                          | Безуглівка                   | Безугловка (Besuglowka)                                     | Welyka Oleksandriwka |
| Dudarkiw                            | Дударків                     | Дударков (Dudarkow)                                         | Dudarkiw             |
| Hlyboke                             | Глибоке                      | Глубокое (Glubokoje)                                        | Hlyboke              |
| Hnidyn                              | Гнідин                       | Гнедин (Gnedin)                                             | Hnidyn               |
| Holowuriw                           | Головурів                    | Головуров (Golowurow)                                       | Holowuriw            |
| Hora                                | Гора                         | Гора (Gora)                                                 | Hora                 |
| Horobijiwka                         | Горобіївка                   | Горобиевка (Gorobijewka)                                    | Senkiwka             |
| Horodyschtsche                      | Городище                     | Городище (Gorodischtsche)                                   | Hlyboke              |
| Hryhoriwka                          | Григорівка                   | Григоровка (Grigorowka)                                     | Senkiwka             |
| Iwankiw                             | Іванків                      | Иванков (Iwankow)                                           | Iwankiw              |
| Kutschakiw (bis 2016 Kirowe)        | Кучаків (Кірове)             | Кучаков (Kutschakow)/Кирово (Kirowo)                        | Kutschakiw           |
| Kyjliw                              | Кийлів                       | Кийлов (Kijlow)                                             | Holowuriw            |
| Kyryjiwschyna                       | Кириївщина                   | Кириевщина (Kirijewschina)                                  | Rohosiw              |
| Lebedyn                             | Лебедин                      | Лебедин (Lebedin)                                           | Kutschakiw           |
| Ljubarzi                            | Любарці                      | Любарцы (Ljubarzy)                                          | Ljubarzi             |
| Mala Oleksandriwka                  | Мала Олександрівка           | Малая Александровка (Malaja Alexandrowka)                   | Welyka Oleksandriwka |
| Mala Staryzja                       | Мала Стариця                 | Малая Старица (Malaja Stariza)                              | Kutschakiw           |
| Mali Jerkiwzi                       | Малі Єрківці                 | Малые Ерковцы (Malyje Jerkowzy)                             | Myrne                |
| Martussiwka                         | Мартусівка                   | Мартусовка (Martussowka)                                    | Martussiwka          |
| Myrne                               | Мирне                        | Мирное (Mirnoje)                                            | Myrne                |
| Perehudy                            | Перегуди                     | Перегуды (Peregudy)                                         | Senkiwka             |
| Petropawliwske (bis 2016 Petrowske) | Петропавлівське (Петровське) | Петропавловское (Petropawlowskoje)/Петровское (Petrowskoje) | Wyschenky            |
| Prolisky                            | Проліски                     | Пролески (Proleski)                                         | Schtschaslywe        |
| Proziw                              | Проців                       | Процев (Prozew)                                             | Proziw               |
| Rewne                               | Ревне                        | Ревное (Rewnoje)                                            | Rewne                |
| Rohosiw                             | Рогозів                      | Рогозов (Rogosow)                                           | Rohosiw              |
| Sajmyschtsche                       | Займище                      | Займище (Saimischtsche)                                     | Dudarkiw             |
| Satyschne (bis 2016 Leniniwka)      | Затишне (Ленінівка)          | Затишное (Satischnoje)/Лениновка (Leninowka)                | Rewne                |
| Scherebjatyn (bis 2016 Schowtnewe)  | Жереб'ятин (Жовтневе)        | Жеребятин (Scherebjatin)/Жовтневое (Schowtnewoje)           | Woronkiw             |
| Schtschaslywe                       | Щасливе                      | Счастливое (Stschastliwoje)                                 | Schtschaslywe        |
| Senkiwka                            | Сеньківка                    | Сеньковка (Senkowka)                                        | Senkiwka             |
| Soschnykiw                          | Сошників                     | Сошников (Soschnikow)                                       | Soschnykiw           |
| Stare                               | Старе                        | Старое (Staroje)                                            | Stare                |
| Sulymiwka                           | Сулимівка                    | Сулимовка (Sulimowka)                                       | Kutschakiw           |
| Tarassiwka                          | Тарасівка                    | Тарасовка (Tarassowka)                                      | Ljubarzi             |
| Tschubynske                         | Чубинське                    | Чубинское (Tschubinskoje)                                   | Welyka Oleksandriwka |
| Wassylky                            | Васильки                     | Васильки (Wassilki)                                         | Stare                |
| Welyka Oleksandriwka                | Велика Олександрівка         | Великая Александровка (Welikaja Alexandrowka)               | Welyka Oleksandriwka |
| Welyka Staryzja                     | Велика Стариця               | Великая Старица (Welikaja Stariza)                          | Senkiwka             |
| Woronkiw                            | Вороньків                    | Вороньков (Woronkow)                                        | Woronkiw             |
| Wyschenky                           | Вишеньки                     | Вишенки (Wischenki)                                         | Wyschenky            |